# H1Z1: King of the Kill
 Denne artikel bør gennemlæses af en person med fagkendskab for at sikre den faglige korrekthed.

H1Z1: King of the Kill er et kommende Battle Royal computerspil udviklet af Daybreak Game Company til Microsoft Windows, PlayStation 4 og Xbox One. H1Z1: King of the Kill blev skabt efter det oprindelige H1Z1-spil blev delt i to separate projekter i februar 2016.